# Meiselschacht

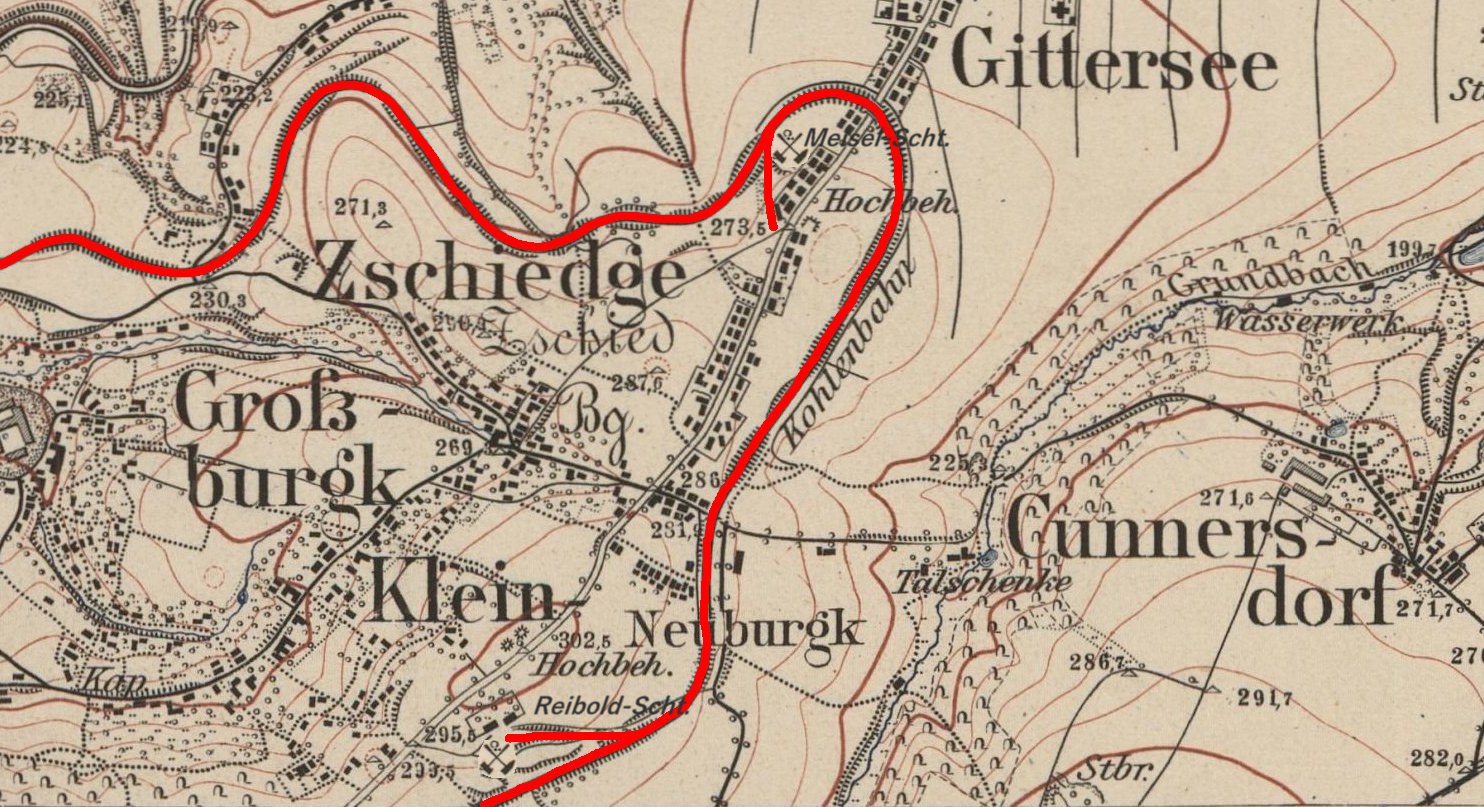
Karte der Schachtanlagen (Äquidistantenkarte, 1904)

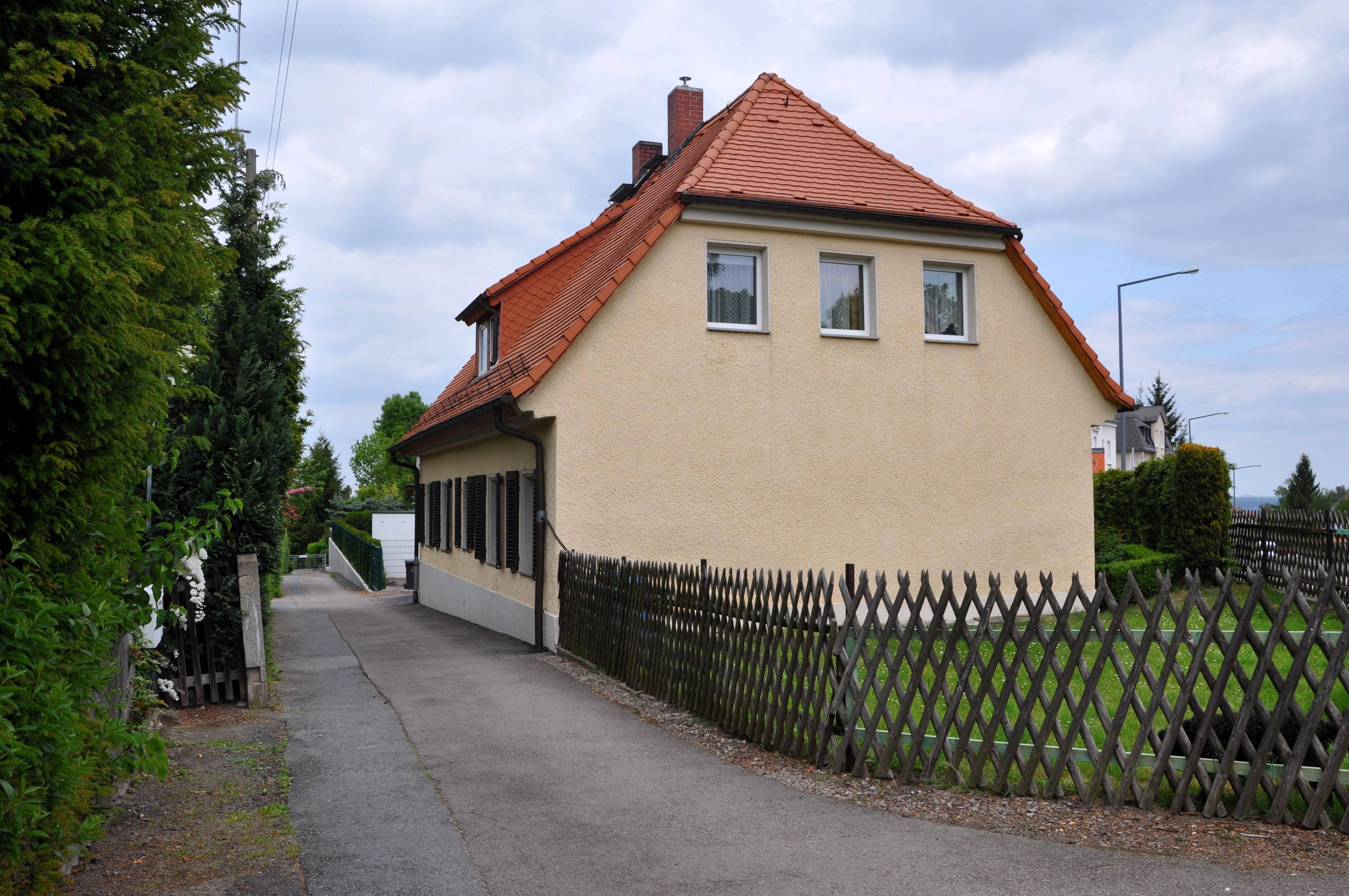
Huthaus (2015)

Der Meiselschacht war eine Steinkohlengrube des Gitterseer Steinkohlenbauvereins. Der Schacht lag im nördlichen Teil der Steinkohlenlagerstätte des Döhlener Beckens auf Gitterseer Flur.

## Geschichte
Am 27. Juli 1828 begann das Teufen des Schachtes. Besitzer waren hier der Dresdner Stadtrat Karl Ludwig Meisel und der Chemiker Johann Karl Gottfried Reichard (1786–1844). Ab 1836 gehörte der Schacht zu dem im selben Jahr gegründeten Gitterseer Steinkohlenbauverein.
Der Schacht hatte ein gemauertes, massives Treibehaus in der Bauart eines Malakoffturmes, allerdings mit völlig schmuckloser Fassade. Zur Förderung kam eine Dampfmaschine der Mechanischen Werkstätten Harkort & Co. aus Wetter an der Ruhr zum Einsatz.
Der bei 272,26 angesetzte Schacht erreichte eine Teufe von 474 Metern. Bei 250 Metern wurde das ein Meter mächtige Kalkflöz und bei 268 Metern das zwei Meter mächtige Meiselschachtflöz durchteuft. Dieses Flöz ist ein kohliger Horizont mit eingeschalteten Brandschieferlagen, dessen Verbreitung sich auf das Gebiet des Meiselschachtes beschränkt. Das 1. Flöz mit einer Mächtigkeit von vier Metern wurde bei 465 Metern durchteuft. Das 2. Flöz bei 471 Metern Teufe bestand aus einer 0,40 Meter mächtigen Lage kohligen Schiefertons. Die angetroffene Kohle des 1. Flözes war von schlechter Qualität, so dass der Schacht, nach zweijährigem Versuchsabbau stillgelegt wurde. Die Dampfmaschine wurde ausgebaut. Ihr Verbleib ist nicht bekannt. Der Zeitpunkt der Rekonstruktion des Schachtes und die Aufnahme des Abbaues ist unbekannt, liegt aber nach 1846.
Der Schacht stand am Nordrand  des Roten Ochsen, der Hauptverwerfung im Döhlener Becken. Die Kohleflöze im Gebiet des Schachtes sind im Vergleich zum 800 Meter entfernten, am Südrand der Verwerfung stehenden Augustusschacht um 360 Meter abgesunken. Im Schachtgebiet sind die Flöze in mehrere Schollen untergliedert, die eine Kohleförderung sehr aufwendig machten. Aufgrund des stark gestörten Flözes und der schlechten Kohlequalität hat ein Abbau im Bereich des Schachtes nur auf Kleinstflächen stattgefunden. Richtung Nord-West steigen die Flöze mit 16° bis 25° an. Der Meiselschacht steht über mehrere Strecken mit dem Moritzschacht und über einen Haspelberg mit dem Emmaschacht in Verbindung. Abgebaut wurden Kohlen im Feld des Moritzschachtes unterhalb der bei 80 m unter NN liegenden III. Sohle.
Im Jahr 1856 erhielt der Schacht Anschluss an die neugebaute Hänichener Kohlenzweigbahn.
Nach dem am 21. Juli 1859 eröffneten Konkursverfahrens  über den Gitterseer Steinkohlenbauverein, wurden bis Ende Dezember 1859 Restflächen abgebaut. Im letzten halben Jahr wurden 15.200 Scheffel Kohle mit einem Verkaufspreis von 5,25 Groschen je Scheffel gefördert. Die Kosten beliefen sich auf 16,20 Groschen je geförderten Scheffel Kohle. Nach der Einstellung des Betriebes wurde der Schacht verfüllt. 
Am 14. Mai 1863 kauft Hermann Gruson den Meiselschacht und die dazugehörigen Grubenfelder für 2000 Mark. Zwischen 1881 und 1885 bestand der Plan den Meiselschacht wie auch den Moritzschacht aufzuwältigen. Dieser wurde jedoch nicht umgesetzt.
Nach dem Tod Hermann Grusons im Jahr 1895 erbten seine zweite Frau, Helene Gruson, seine beiden Töchter, Marie Luise Winckelmann und Luise Marie Hildebrandt sowie sein Sohn Herman August Gruson die Bergbaurechte. Am 25. März 1908 wurden diese im Grundbuch eingetragen. Am 8. Mai 1921 wurden die Bergbaurechte von Amts wegen gelöscht.

## Die Zeit nach 1945
1958 entstand das Projekt des VEB Steinkohlenwerkes „Willi Agatz“, den Meiselschacht als Blindschacht zu nutzen. Man vermutete im nördlich des Roten Ochsen gelegenen Feld noch Kohlevorräte in Höhe von 214.000 t. Die geplanten Kosten für die Aufwältigung wurden mit 560.000 Mark angegeben. Der Schacht wurde vom Schacht 1 (Schacht 358) des Bergbaubetriebes in Gittersee aus, auf der 1. Sohle bei 84 m ü. NN über die Querschläge 1 und 15 angefahren. Oberhalb des Füllortes wurde in den Schacht eine Betonplombe eingebracht. Der Schacht wurde bis zum Sumpf aufgewältigt. Auf der −194-Meter-Sohle erhielt er einen Anschluss an die 3. Sohle des Schachtes 1, bei 245 m unter NN, über den Gesteinsberg 8, das Aufhauen 312 und den Querschlag 11. Das angetroffene Flöz bestand in der oberen Hälfte aus unreiner Kohle und in der unteren Hälfte aus Brandschiefern. Bei den Aufwältigungsarbeiten wurde eine Grubenbahnweiche aus Holz gefunden. Allerdings wurde dieser Fund von Mitarbeitern der Grube zu Feuerholz zersägt. Im Jahr 1964 wurde der Schacht wieder abgeworfen. Die 286 m lange Schachtröhre unterhalb der Betonplombe wurde nicht verfüllt. Der Querschlag 11 wurde abgedämmt und das Grubenfeld geflutet.
Am 17. Juli 1991 kam es zum plötzlichen nachrutschen der Versatzsäule des Schachtes um 11 Meter. Der Schacht wurde daraufhin durch die Bergsicherung bis in diese Tiefe aufgewältigt und mit einer Betonplombe verwahrt.